# Gerygone flavolateralis

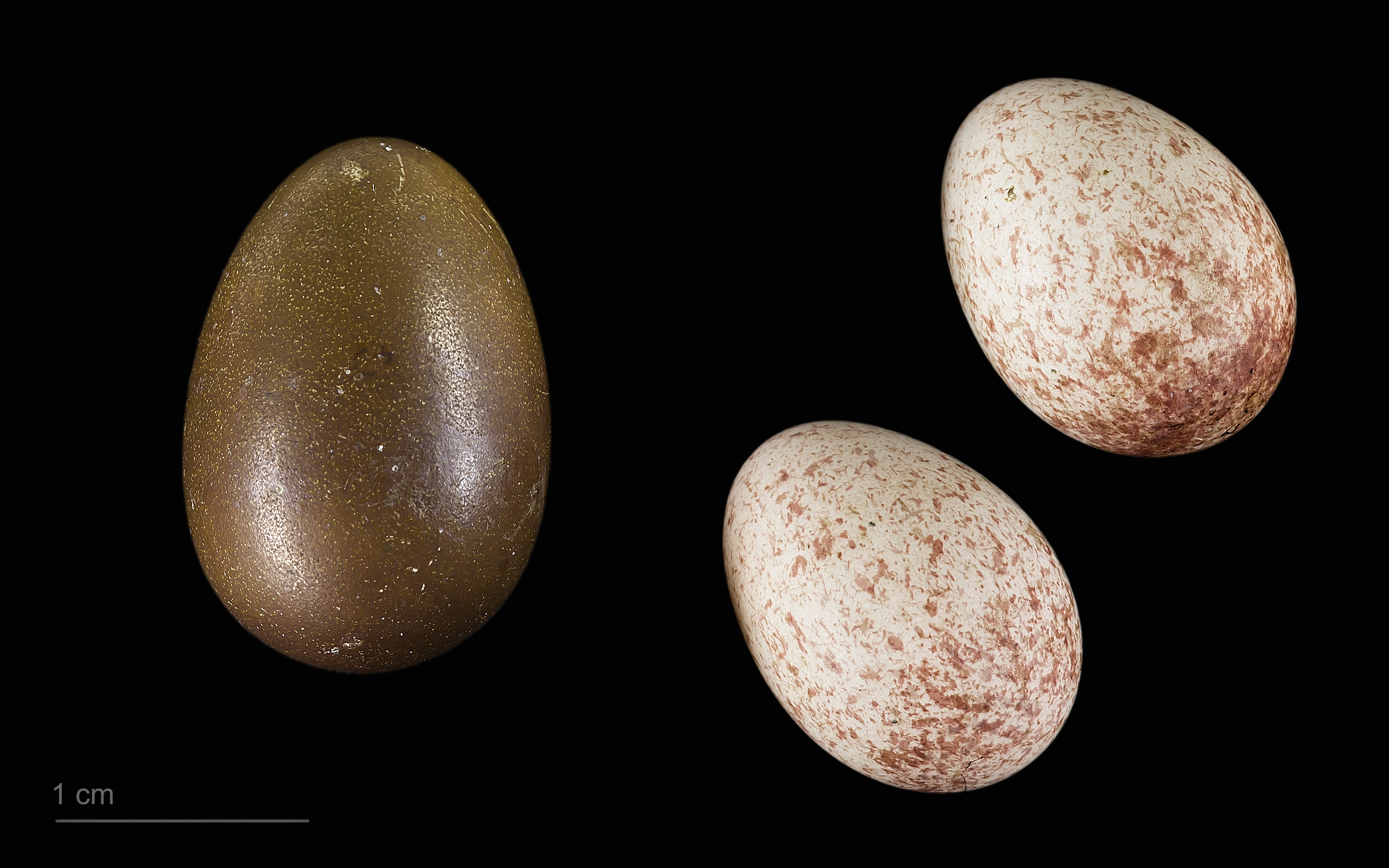
Chrysococcyx lucidus en un nido de Gerygone flavolateralis - MHNT

Gerygone flavolateralis es una especie de ave Passeriformes del género Gerygone, que pertenece a la Superfamilia Meliphagoidea (familia de los Pardalotidae, perteneciente a la subfamilia Acanthizidae).

## Subespecies
- Gerygone flavolateralis citrina
- Gerygone flavolateralis correiae
- Gerygone flavolateralis flavolateralis
- Gerygone flavolateralis lifuensis
- Gerygone flavolateralis rouxi

## Distribución
Es una especie de ave que se localiza en Nueva Caledonia